# Knopflochdeformität

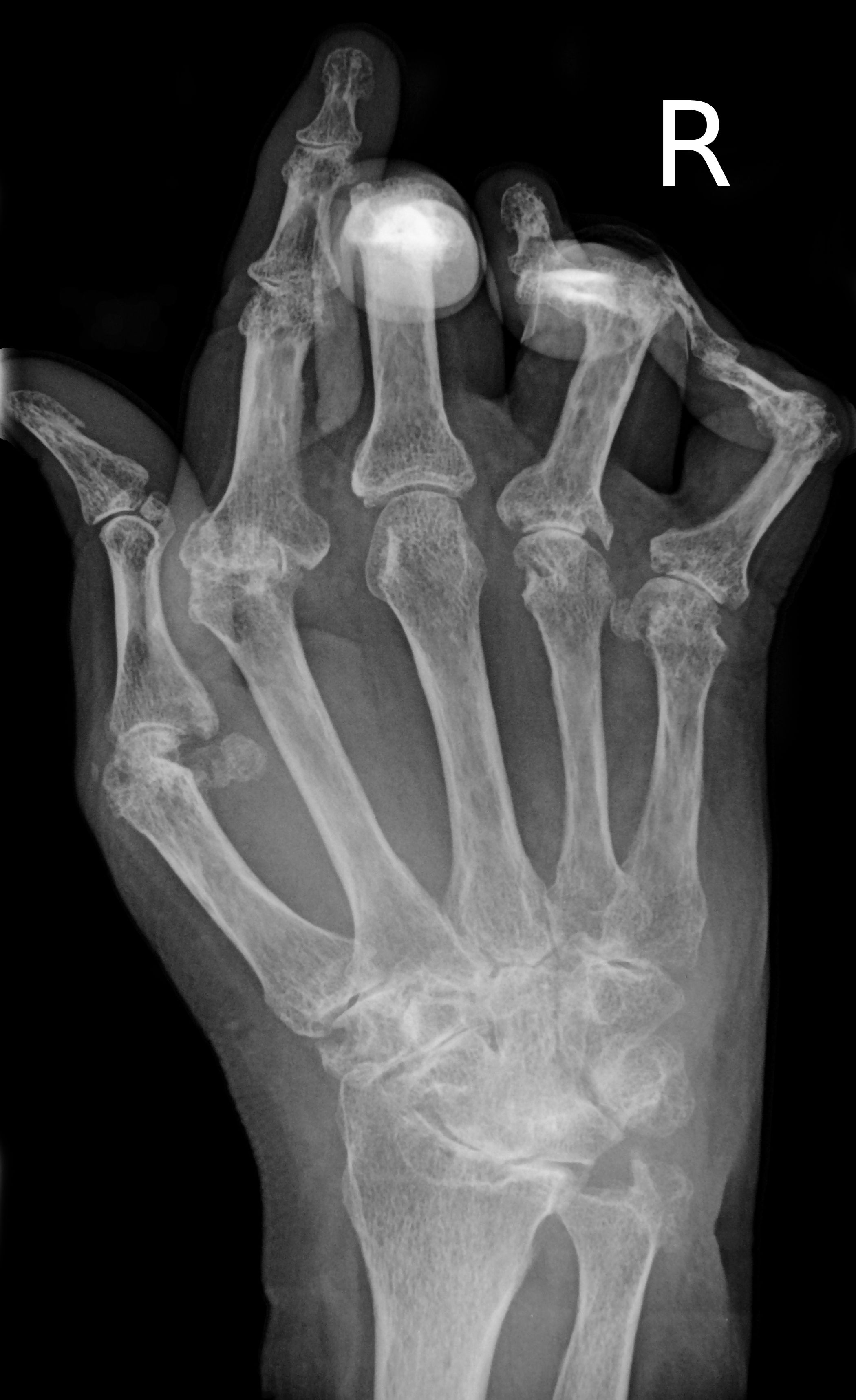
Ring- und Kleinfinger weisen die typische Gelenkstellung (Beugung im Mittel- und Überstreckung im Endgelenk) auf.
Anm.: Röntgenbild bei rheumatoider Arthritis

Als Knopflochdeformität bezeichnet man in der Medizin die Fehlstellung eines der vier dreigliedrigen Finger einer Hand, wenn dabei das  Mittelgelenk nicht aktiv gestreckt werden kann, also in Beugestellung verharrt, und das Endgelenk gleichzeitig gestreckt oder auch überstreckt ist.
Ursächlich für diese Art der Fehlstellung ist ein Defekt des (Finger-)Streckapparates im Bereich des Mittelgelenkes infolge eines Unfalls oder auch bei rheumatischen Erkrankungen.
Die Therapie besteht in der Reposition (geschlossen oder offen operativ, einschließlich Rekonstruktion des Streckapparates und ggfs. Korrektur auch des Endgelenkes) und einer anschließenden dreiwöchigen Ruhigstellung in Funktionsstellung. Unbehandelt kommt es entweder zu Einsteifung oder Instabilität (Schlottergelenk) des Mittelgelenkes.